# Stati che aderiscono al trattato di Ottawa
     Firmato e ratificato
     Approvato in altro modo
     Firmato ma non ratificato

Mappa degli stati del mondo:
Firmato e ratificato
Approvato in altro modo
Firmato ma non ratificato

Questa è la lista degli Stati soggetti al trattato di Ottawa, cioè di quanti hanno firmato e ratificato il trattato di Ottawa, rendendolo così operativo.
Il trattato, che vieta le mine anti-uomo è stato aperto per la firma il 3 dicembre 1997. Canada, Irlanda e Mauritius divennero i primi Stati a ratificare il trattato quello stesso giorno. Il trattato è entrato in vigore e chiuso alla firma il 1º marzo 1999 con la ratifica di 40 Stati. Da allora, gli Stati che non hanno firmato il trattato ora possono solo aderirvi. Attualmente, 160 Stati hanno ratificato o aderito al trattato, e due Stati hanno firmato il trattato ma non ratificato.

## Stati ratificanti o aderenti
| Stato                     | Firmato          | Data              | Metodo                        |
| ------------------------- | ---------------- | ----------------- | ----------------------------- |
| Afghanistan               |                  | 11 settembre 2002 | Aderente                      |
| Albania                   | 8 settembre 1998 | 29 febbraio 2000  | Ratifica                      |
| Algeria                   | 3 dicembre 1997  | 9 ottobre 2001    | Ratifica                      |
| Andorra                   | 3 dicembre 1997  | 29 giugno 1998    | Ratifica                      |
| Angola                    | 4 dicembre 1997  | 5 luglio 2002     | Ratifica                      |
| Antigua e Barbuda         | 3 dicembre 1997  | 3 maggio 1999     | Ratifica                      |
| Argentina                 | 4 dicembre 1997  | 14 settembre 1999 | Ratifica                      |
| Australia                 | 3 dicembre 1997  | 14 gennaio 1999   | Ratifica                      |
| Austria                   | 3 dicembre 1997  | 29 giugno 1998    | Ratifica                      |
| Bahamas                   | 3 dicembre 1997  | 31 luglio 1998    | Ratifica                      |
| Bangladesh                | 7 maggio 1998    | 6 settembre 2000  | Ratifica                      |
| Barbados                  | 3 dicembre 1997  | 26 gennaio 1998   | Ratifica                      |
| Bielorussia               |                  | 3 settembre 2003  | Aderente                      |
| Belgio                    | 3 dicembre 1997  | 4 settembre 1998  | Ratifica                      |
| Belize                    | 27 febbraio 1998 | 23 aprile 1998    | Ratifica                      |
| Benin                     | 3 dicembre 1997  | 25 settembre 1998 | Ratifica                      |
| Bhutan                    |                  | 18 agosto 2005    | Aderente                      |
| Bolivia                   | 3 dicembre 1997  | 9 giugno 1998     | Ratifica                      |
| Bosnia ed Erzegovina      | 3 dicembre 1997  | 8 settembre 1998  | Ratifica                      |
| Botswana                  | 3 dicembre 1997  | 1º marzo 2000     | Ratifica                      |
| Brasile                   | 3 dicembre 1997  | 30 aprile 1999    | Ratifica                      |
| Brunei                    | 4 dicembre 1997  | 24 aprile 2006    | Ratifica                      |
| Bulgaria                  | 3 dicembre 1997  | 4 settembre 1998  | Ratifica                      |
| Burkina Faso              | 3 dicembre 1997  | 16 settembre 1998 | Ratifica                      |
| Burundi                   | 3 dicembre 1997  | 22 ottobre 2003   | Ratifica                      |
| Cambogia                  | 3 dicembre 1997  | 28 luglio 1999    | Ratifica                      |
| Camerun                   | 3 dicembre 1997  | 19 settembre 2002 | Ratifica                      |
| Canada                    | 3 dicembre 1997  | 3 dicembre 1997   | Ratifica                      |
| Capo Verde                | 4 dicembre 1997  | 14 maggio 2001    | Ratifica                      |
| Ciad                      | 6 luglio 1998    | 6 maggio 1999     | Ratifica                      |
| Cile                      | 3 dicembre 1997  | 10 settembre 2001 | Ratifica                      |
| Cipro                     | 4 dicembre 1997  | 17 gennaio 2003   | Ratifica                      |
| Città del Vaticano        | 4 dicembre 1997  | 17 febbraio 1998  | Ratifica                      |
| Colombia                  | 3 dicembre 1997  | 6 settembre 2000  | Ratifica                      |
| Comore                    |                  | 19 settembre 2002 | Aderente                      |
| Costa d'Avorio            | 3 dicembre 1997  | 30 giugno 2000    | Ratifica                      |
| Costa Rica                | 3 dicembre 1997  | 17 marzo 1999     | Ratifica                      |
| Croazia                   | 4 dicembre 1997  | 20 maggio 1998    | Ratifica                      |
| Danimarca                 | 4 dicembre 1997  | 8 giugno 1998     | Ratifica                      |
| Dominica                  | 3 dicembre 1997  | 26 marzo 1999     | Ratifica                      |
| Ecuador                   | 4 dicembre 1997  | 29 aprile 1999    | Ratifica                      |
| El Salvador               | 4 dicembre 1997  | 27 gennaio 1999   | Ratifica                      |
| Guinea Equatoriale        |                  | 16 settembre 1998 | Aderente                      |
| Eritrea                   |                  | 27 agosto 2001    | Aderente                      |
| Estonia                   |                  | 12 maggio 2004    | Aderente                      |
| Etiopia                   | 3 dicembre 1997  | 17 dicembre 2004  | Ratifica                      |
| Figi                      | 3 dicembre 1997  | 10 giugno 1998    | Ratifica                      |
| Finlandia                 | 28 novembre 2011 | 9 gennaio 2012    | Ratifica                      |
| Francia                   | 3 dicembre 1997  | 23 luglio 1998    | Ratifica                      |
| Gabon                     | 3 dicembre 1997  | 8 settembre 2000  | Ratifica                      |
| Gambia                    | 4 dicembre 1997  | 23 settembre 2002 | Ratifica                      |
| Germania                  | 3 dicembre 1997  | 23 luglio 1998    | Ratifica                      |
| Ghana                     | 3 dicembre 1997  | 30 giugno 2000    | Ratifica                      |
| Gibuti                    | 3 dicembre 1997  | 18 maggio 1998    | Ratifica                      |
| Giordania                 | 11 agosto 1998   | 13 novembre 1998  | Ratifica                      |
| Grecia                    | 3 dicembre 1997  | 25 settembre 2003 | Ratifica                      |
| Grenada                   | 3 dicembre 1997  | 19 agosto 1998    | Ratifica                      |
| Guatemala                 | 3 dicembre 1997  | 26 marzo 1999     | Ratifica                      |
| Guinea                    | 3 dicembre 1997  | 8 ottobre 1998    | Ratifica                      |
| Guinea-Bissau             | 3 dicembre 1997  | 22 maggio 2001    | Ratifica                      |
| Guyana                    | 4 dicembre 1997  | 5 agosto 2003     | Ratifica                      |
| Haiti                     | 3 dicembre 1997  | 15 febbraio 2008  | Ratifica                      |
| Honduras                  | 3 dicembre 1997  | 24 settembre 1998 | Ratifica                      |
| Islanda                   | 4 dicembre 1997  | 5 maggio 1999     | Ratifica                      |
| Indonesia                 | 4 dicembre 1997  | 16 febbraio 2007  | Ratifica                      |
| Iraq                      |                  | 15 agosto 2007    | Aderente                      |
| Irlanda                   | 3 dicembre 1997  | 3 dicembre 1997   | Ratifica                      |
| Isole Cook                | 3 dicembre 1997  | 15 marzo 2006     | Ratifica                      |
| Isole Salomone            | 4 dicembre 1997  | 26 gennaio 1999   | Ratifica                      |
| Italia                    | 3 dicembre 1997  | 23 aprile 1999    | Ratifica                      |
| Giamaica                  | 3 dicembre 1997  | 17 luglio 1998    | Ratifica                      |
| Giappone                  | 3 dicembre 1997  | 30 settembre 1998 | Aderente                      |
| Kenya                     | 5 dicembre 1997  | 23 gennaio 2001   | Ratifica                      |
| Kiribati                  |                  | 7 settembre 2000  | Aderente                      |
| Kuwait                    |                  | 31 luglio 2007    | Aderente                      |
| Lettonia                  |                  | 1º luglio 2005    | Aderente                      |
| Lesotho                   | 4 dicembre 1997  | 2 dicembre 1998   | Ratifica                      |
| Liberia                   |                  | 23 dicembre 1999  | Aderente                      |
| Liechtenstein             | 3 dicembre 1997  | 5 ottobre 1999    | Ratifica                      |
| Lituania                  | 26 febbraio 1999 | 12 maggio 2003    | Ratifica                      |
| Lussemburgo               | 4 dicembre 1997  | 14 giugno 1999    | Ratifica                      |
| Macedonia del Nord        |                  | 9 settembre 1998  | Aderente                      |
| Madagascar                | 4 dicembre 1997  | 16 settembre 1999 | Ratifica                      |
| Malawi                    | 4 dicembre 1997  | 13 agosto 1998    | Ratifica                      |
| Malaysia                  | 3 dicembre 1997  | 22 aprile 1999    | Ratifica                      |
| Maldive                   | 1º ottobre 1998  | 7 settembre 2000  | Ratifica                      |
| Mali                      | 3 dicembre 1997  | 2 giugno 1998     | Ratifica                      |
| Malta                     | 4 dicembre 1997  | 7 maggio 2001     | Ratifica                      |
| Mauritania                | 3 dicembre 1997  | 21 luglio 2000    | Ratifica                      |
| Mauritius                 | 3 dicembre 1997  | 3 dicembre 1997   | Ratifica                      |
| Messico                   | 3 dicembre 1997  | 9 giugno 1998     | Ratifica                      |
| Moldavia                  | 3 dicembre 1997  | 8 settembre 2000  | Ratifica                      |
| Monaco                    | 4 dicembre 1997  | 17 novembre 1998  | Ratifica                      |
| Montenegro                |                  | 23 ottobre 2006   | Succede a Serbia e Montenegro |
| Mozambico                 | 3 dicembre 1997  | 25 agosto 1998    | Ratifica                      |
| Namibia                   | 3 dicembre 1997  | 21 settembre 1998 | Ratifica                      |
| Nauru                     |                  | 7 agosto 2000     | Aderente                      |
| Paesi Bassi               | 3 dicembre 1997  | 12 aprile 1999    | Aderente                      |
| Nuova Zelanda             | 3 dicembre 1997  | 27 gennaio 1999   | Ratifica                      |
| Nicaragua                 | 4 dicembre 1997  | 30 novembre 1998  | Ratifica                      |
| Niger                     | 4 dicembre 1997  | 23 marzo 1999     | Ratifica                      |
| Nigeria                   |                  | 27 settembre 2001 | Aderente                      |
| Niue                      | 3 dicembre 1997  | 15 aprile 1998    | Ratifica                      |
| Norvegia                  | 3 dicembre 1997  | 9 luglio 1998     | Ratifica                      |
| Oman                      |                  | 20 agosto 2014    | Aderente                      |
| Palau                     |                  | 19 novembre 2007  | Aderente                      |
| Panama                    | 4 dicembre 1997  | 7 ottobre 1998    | Ratifica                      |
| Papua Nuova Guinea        |                  | 28 giugno 2004    | Aderente                      |
| Paraguay                  | 3 dicembre 1997  | 13 novembre 1998  | Ratifica                      |
| Perù                      | 3 dicembre 1997  | 7 giugno 1999     | Ratifica                      |
| Filippine                 | 3 dicembre 1997  | 15 febbraio 2000  | Ratifica                      |
| Polonia                   | 4 dicembre 1997  | 27 dicembre 2012  | Ratifica                      |
| Portogallo                | 3 dicembre 1997  | 19 febbraio 1999  | Ratifica                      |
| Qatar                     | 4 dicembre 1997  | 13 ottobre 1998   | Ratifica                      |
| Regno Unito               | 3 dicembre 1997  | 31 luglio 1998    | Ratifica                      |
| Rep. Ceca                 | 3 dicembre 1997  | 26 ottobre 1999   | Ratifica                      |
| Rep. Centrafricana        |                  | 8 novembre 2002   | Aderente                      |
| Rep. del Congo            |                  | 4 maggio 2001     | Aderente                      |
| RD del Congo              |                  | 2 maggio 2002     | Aderente                      |
| Rep. Dominicana           | 3 dicembre 1997  | 30 giugno 2000    | Ratifica                      |
| Romania                   | 3 dicembre 1997  | 30 novembre 2000  | Ratifica                      |
| Ruanda                    | 3 dicembre 1997  | 8 giugno 2000     | Ratifica                      |
| Saint Kitts e Nevis       | 3 dicembre 1997  | 2 dicembre 1998   | Ratifica                      |
| Saint Lucia               | 3 dicembre 1997  | 13 aprile 1999    | Ratifica                      |
| Saint Vincent e Grenadine | 3 dicembre 1997  | 1º agosto 2001    | Ratifica                      |
| Samoa                     | 3 dicembre 1997  | 23 luglio 1998    | Ratifica                      |
| San Marino                | 3 dicembre 1997  | 18 marzo 1998     | Ratifica                      |
| São Tomé e Príncipe       | 30 aprile 1998   | 31 marzo 2003     | Ratifica                      |
| Senegal                   | 3 dicembre 1997  | 24 settembre 1998 | Ratifica                      |
| Serbia                    |                  | 18 settembre 2003 | Aderente                      |
| Seychelles                | 4 dicembre 1997  | 2 giugno 2000     | Ratifica                      |
| Sierra Leone              | 29 luglio 1998   | 25 aprile 2001    | Ratifica                      |
| Slovacchia                | 3 dicembre 1997  | 25 febbraio 1999  | Approvato                     |
| Slovenia                  | 3 dicembre 1997  | 27 ottobre 1998   | Ratifica                      |
| Somalia                   |                  | 16 aprile 2012    | Aderente                      |
| Sudafrica                 | 3 dicembre 1997  | 26 giugno 1998    | Ratifica                      |
| Sudan del Sud             |                  | 9 luglio 2011     | Succede al Sudan              |
| Spagna                    | 3 dicembre 1997  | 19 gennaio 1999   | Ratifica                      |
| Sudan                     | 4 dicembre 1997  | 13 ottobre 2003   | Ratifica                      |
| Suriname                  | 4 dicembre 1997  | 23 maggio 2002    | Ratifica                      |
| eSwatini                  | 4 dicembre 1997  | 22 dicembre 1998  | Ratifica                      |
| Svezia                    | 4 dicembre 1997  | 30 novembre 1998  | Ratifica                      |
| Svizzera                  | 3 dicembre 1997  | 24 marzo 1998     | Ratifica                      |
| Tagikistan                |                  | 12 ottobre 1999   | Aderente                      |
| Tanzania                  | 3 dicembre 1997  | 13 novembre 2000  | Ratifica                      |
| Thailandia                | 3 dicembre 1997  | 27 novembre 1998  | Ratifica                      |
| Timor Est                 |                  | 27 maggio 2003    | Aderente                      |
| Togo                      | 4 dicembre 1997  | 9 marzo 2000      | Ratifica                      |
| Trinidad e Tobago         | 4 dicembre 1997  | 27 aprile 1998    | Ratifica                      |
| Tunisia                   | 4 dicembre 1997  | 9 luglio 1999     | Ratifica                      |
| Turchia                   |                  | 25 settembre 2003 | Aderente                      |
| Turkmenistan              | 3 dicembre 1997  | 19 gennaio 1998   | Ratifica                      |
| Tuvalu                    |                  | 13 settembre 2011 | Aderente                      |
| Uganda                    | 3 dicembre 1997  | 25 febbraio 1999  | Ratifica                      |
| Ucraina                   | 24 febbraio 1999 | 27 dicembre 2005  | Ratifica                      |
| Ungheria                  | 3 dicembre 1997  | 6 aprile 1998     | Ratifica                      |
| Uruguay                   | 3 dicembre 1997  | 7 giugno 2001     | Ratifica                      |
| Vanuatu                   | 4 dicembre 1997  | 16 settembre 2005 | Ratifica                      |
| Venezuela                 | 3 dicembre 1997  | 14 aprile 1999    | Ratifica                      |
| Yemen                     | 4 dicembre 1997  | 1º settembre 1998 | Ratifica                      |
| Zambia                    | 12 dicembre 1997 | 23 febbraio 2001  | Ratifica                      |
| Zimbabwe                  | 3 dicembre 1997  | 18 giugno 1998    | Ratifica                      |

## Stati firmatari non ratificanti
| Stato          | Firmato         |
| -------------- | --------------- |
| Isole Marshall | 4 dicembre 1997 |

## Stati non firmatari
| Stato               |
| ------------------- |
| Arabia Saudita      |
| Armenia             |
| Azerbaigian         |
| Bahrein             |
| Birmania            |
| Cina                |
| Corea del Nord      |
| Corea del Sud       |
| Cuba                |
| Egitto              |
| Emirati Arabi Uniti |
| Georgia             |
| India               |
| Iran                |
| Israele             |
| Kazakistan          |
| Kirghizistan        |
| Laos                |
| Libano              |
| Libia               |
| Marocco             |
| Micronesia          |
| Mongolia            |
| Nepal               |
| Oman                |
| Pakistan            |
| Russia              |
| Singapore           |
| Siria               |
| Sri Lanka           |
| Stati Uniti         |
| Tonga               |
| Uzbekistan          |
| Vietnam             |